# قائمة بلديات ولاية جانت
للبلديات الأخرى، انظر قائمة بلديات الجزائر.
قائمة بلديات ولاية جانت الجزائرية، التي أنشئت عام 2019:
1. جانت
2. برج الحواس